# Gerville
Gerville ist eine französische Gemeinde mit 421 Einwohnern (Stand: 1. Januar 2022) im Département Seine-Maritime in der Region Normandie. Sie gehört zum Arrondissement Le Havre und zum Kanton Fécamp. Die Einwohner werden Gervillois genannt.

## Geographie
Gerville liegt etwa 27 Kilometer nordöstlich von Le Havre im Pays de Caux nahe der Alabasterküste zum Ärmelkanal. Umgeben wird Gerville von den Nachbargemeinden Froberville im Norden, Maniquerville im Osten, Fongueusemare im Süden sowie Les Loges im Westen. 

## Bevölkerungsentwicklung
| Jahr                      | 1962 | 1968 | 1975 | 1982 | 1990 | 1999 | 2006 | 2012 |
| Einwohner                 | 309  | 272  | 235  | 250  | 351  | 381  | 409  | 387  |
| Quelle: Cassini und INSEE |      |      |      |      |      |      |      |      |

## Sehenswürdigkeiten
- Kirche Saint-Michel, ursprünglich aus dem 13. Jahrhundert, heutiger Bau aus dem 19. Jahrhundert

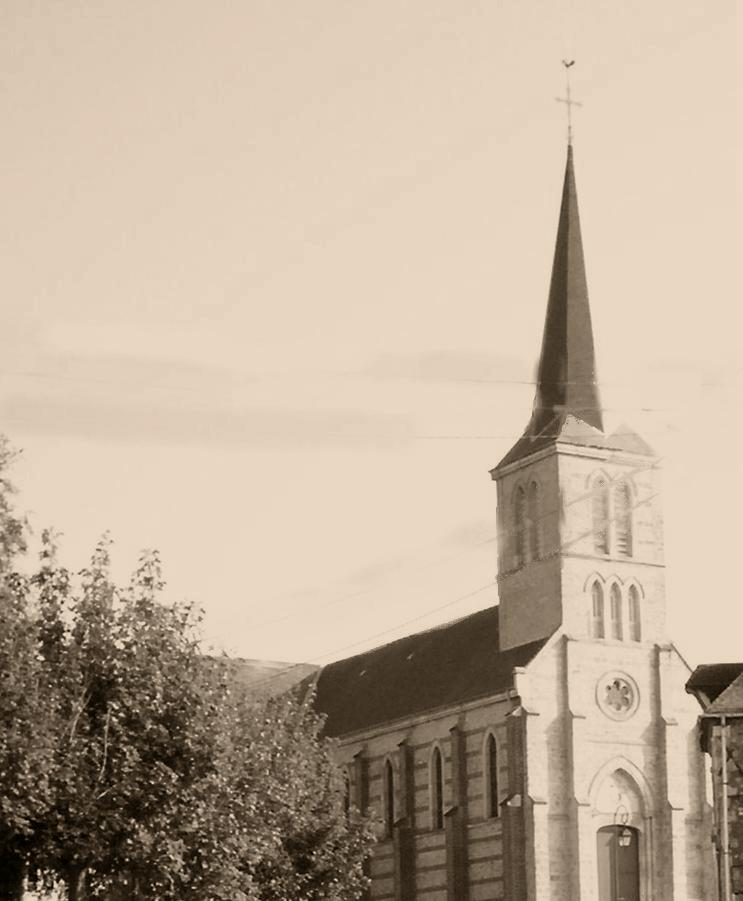
Kirche Saint-Michel

- früheres Schloss, 1944 zerstört